# Minamata
Minamata (水俣市 -shi) é uma cidade japonesa localizada na província de Kumamoto.
Em 2017 a cidade tinha uma população estimada de 25 310 habitantes, distribuídos em 162,87  km², perfazendo uma densidade populacional de 160 h/km².
Recebeu o estatuto de cidade a 1 de abril de 1949.

## Cidades-irmãs
- Devonport, Austrália
- Liverpool, Reino Unido